# 俾斯麦广场 (雷根斯堡)

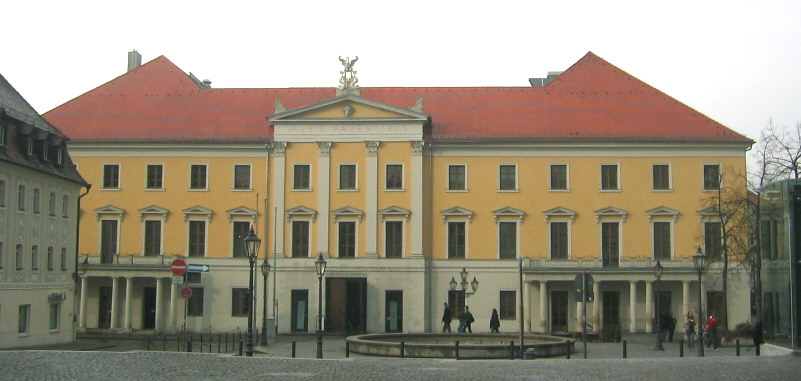
俾斯麦广场的市立剧院

俾斯麦广场（Bismarckplatz）位于雷根斯堡老城的西部，1885年以首相俾斯麦命名。在中世纪，这里是Zeughaus 和粮仓。此处还发掘出了古罗马时期的军事遗迹。现在，这个广场上有市立剧院（Stadttheater）和前法国使馆，一座带有五轴柱廊的新古典主义建筑，建于1805年的总统宫殿（Präsidialpalais，原下拜恩-上普法尔茨国家警察总部所在地）。这两座建筑都是由Emanuel Herigoyen所设计。在广场的西南，是从前的本笃会圣雅各伯修道院。在这个建筑群内，现在设有雷根斯堡教区的主教神学院。